# Чемпіонат Франції з тенісу 1922
Чемпіонат Франції з тенісу 1922 — 27-й розіграш Відкритого чемпіонату Франції. Сюзанн Ленглен вдруге поспіль захистила всі три титули, у тому числі у складі тих самих команд у парних розрядах - з Жерамін Піґру у жіночому та з Жаком Бруньйоном у змішаному. Жак Бруньойн переміг також у чоловічому парному розряді в парі з Марселем Дюпоном. У чоловічому одиночному розряді вперше переміг Анрі Коше.

## Дорослі

### Чоловіки, одиночний розряд
Анрі Коше переміг у фіналі  Жана Самазо, 8-6, 6-3, 7-5

### Жінки, одиночний розряд
Сюзанн Ленглен перемогла у фіналі  Жермен Голдінг, 6-3, 6-2

### Чоловіки, парний розряд
Жак Бруньйон /  Марсель Дюпон

### Жінки, парний розряд
Сюзанн Ленглен /  Жерамін Піґру перемогли у фіналі пару  Марі Конке /  Марі Дане 6–3, 6–1

### Змішаний парний розряд
Сюзанн Ленглен /  Жак Бруньйон перемогли у фіналі пару  Жермен Голдінг /  Жан Боротра 6–0, 6–0